# Corinne Skinner-Carter
Corinne Skinner-Carter (sinh năm 1931) là một nữ diễn viên người Trinidad, có nguồn gốc ở Vương quốc Anh. Là Corinne Skinner, bà bắt đầu diễn xuất chuyên nghiệp vào những năm 1950. Bà đã làm việc trong lĩnh vực phim và truyền hình ở Anh, và có thể được biết đến nhiều nhất với vai trò Audrey Trueman trong EastEnders của BBC.

## Nghề nghiệp
Corinne Skinner được sinh ra  trong một gia đình Trinidad đặc quyền, bà bắt đầu sự nghiệp sân khấu của mình gần như ngay sau giờ học, nhảy với công ty của Geoffrey Holder (anh trai của vũ công và nghệ sĩ Boscoe Holder). Như bà nhớ lại: "Bà tôi rất buồn vì tôi phải lên sân khấu và bà nói, 'những cô gái tốt không được lên sân khấu.'"  Bà đã đến Vương quốc Anh vào năm 1955 để được đào tạo trở thành một giáo viên. Ngay sau khi đến đó, bà kết hôn với người yêu thời thơ ấu, nhà giáo dục Trevor Carter (1930-2008) tại Christ Church, Hampstead, vào đêm giao thừa năm 1955. Trongquá trình đào tạo, cô đã bổ sung thu nhập của mình bằng cách nhảy và diễn xuất trong phim và truyền hình. Bà tiếp tục biểu diễn trong khi đồng thời làm giáo viên cho Hội đồng Borough Islington London ở Bắc Luân Đôn.
Vai diễn đầu tiên của bà là một phần nhỏ trong dàn diễn viên toàn da đen của vở kịch The Green Pastures, được chiếu trong Nhà hát tối chủ nhật của BBC vào tháng 9 năm 1958. Bà xuất hiện sớm trong phim Flame in the Streets vào năm 1961, và trong suốt những năm 1960, bà xuất hiện với tư cách là một vũ công trong Cleopatra (1963), A Funny Thing Happened on the Way to the Forum (1966) và Live and Let Die (1973). Các phần nhỏ khác tiếp theo trong các chương trình truyền hình như Dixon of Dock Green, Play for Today, Coronation Street (1975) và Man About the House, cho đến cuối những năm 1970, khi bà được chọn vào vai Hortense Bennett trong loạt phim truyền hình Empire Road (BBC, 1978-79), vai trò đột phá của bà.
Trong 10 năm tiếp theo, Skinner-Carter hoạt động chủ yếu trên lĩnh vực truyền hình, xuất hiện trong Jury (1983), South of the Border (BBC, 1988-90) và Happy Family (BBC, 1989 -90). Bà cũng xuất hiện trong các bộ phim truyền hình khác, bao gồm The Gentle Touch (LWT, 1980-84) và Black Silk (BBC, 1985). Những màn trình diễn trong phim của bà bao gồm Áp lực của Horace Ové (1975 - bộ phim truyền hình dài đầy đủ đầu tiên của đạo diễn da đen ở Anh), trong phim Burn a Illusion (1981) của Menelik Shabazz và trong bộ phim ngắn Dreaming Rivers (1988).
Trong những năm 1990, Skinner-Carter đã xuất hiện trong các chương trình chính thống như Rides (BBC, 1991 Hóa93), Touch of Frost, Lovejoy và Grange Hill. Năm 2000, bà đã nhận được vai diễn lớn nhất của mình cho đến nay khi cô được chọn vào EastEnders trong 32 tập phim với vai Audrey Trueman. Vai diễn kéo dài đến tháng 9 năm 2001, khi nhân vật Audrey bị giết. Sau đó, Skinner-Carter đã đảm nhận vai diễn trong Doctor, Casualty và The Bill.
Skinner-Carter cũng đã được liên kết với Notting Hill Carnival, đánh giá cho sự kiện này diễn ra vào năm 1997.
Hồi ký của bà, Tại sao không phải là tôi? Từ Trinidad đến Quảng trường Albert Via Empire Road (viết cùng với Z. Nia Reynold), được xuất bản năm 2011.
Vào tháng 6 năm 2016, Skinner-Carter đã thực hiện một trong những đoạn độc thoại được trình chiếu trên BBC Four trong một loạt tám truyện ngắn dài 15 phút mang tên Snatches: Moments From 100 Years Of Women Lives, như một phần của mùa đánh dấu kỷ niệm về quyền bầu cử của phụ nữ ở Anh.

## liên kết ngoài
- Corinne Skinner-Carter trên IMDb